# Charly Loubet
Charly Loubet (Grasse, 1946. január 26. – 2023. január 30.) válogatott francia labdarúgó, csatár, edző.

## Pályafutása

### Klubcsapatban
1962–630-ban az AS Cannes, 1963–64-ben a Stade Français, 1964 és 1969 között az OGC Nice, 1969 és 1971 között az Olympique Marseille, 1971 és 1975 között ismét a Nice, 1975 és 1981 között újra a Cannes labdarúgója volt. Tagja volt az 1970–71-es idényben bajnok Olympique csapatának.

### A válogatottban
1967 és 1974 között 36 alkalommal szerepelt a francia válogatottban és tíz gólt szerzett.

### Edzőként
1981 és 1983 között az AS Cannes csapatánál dolgozott edzőként.

## Sikerei, díjai
Olympique de Marseille
- Francia bajnokság (Ligue 1)
  - bajnok: 1970–71